# Critical Chain Project Management
La Critical Chain Project Management (CCPM) è un approccio di project management sviluppato da Eliyahu M. Goldratt che, rispetto ad altri approcci, focalizza la propria efficacia sulla disponibilità delle risorse oltre che sulle dipendenze logiche tra attività di progetto.
La Critical Chain (catena/percorso critico) rappresenta quel percorso che condiziona in modo determinante il conseguimento degli obiettivi del progetto (normalmente il cammino più lungo in termini di tempo). Un ritardo o anticipo di tempi, un extracosto o un risparmio in un'attività del cammino critico non possono essere compensati da variazioni di segno opposto di altre attività e inevitabilmente comportano una variazione di analoga entità per l'intero progetto.

## Descrizione
L'approccio è derivato dall'applicazione della teoria dei vincoli al project management. L'obiettivo è quello di aumentare la produttività dei progetti (rappresentabile come la percentuale delle attività completate con la qualità richiesta entro le scadenze previste dalla pianificazione impostata) all'interno di una organizzazione.
Applicando i primi tre passi della teoria dei vincoli (TDV) le risorse vengono identificate come il vincolo primario di ogni progetto. Per fronteggiare il vincolo, viene data priorità a tutte le attività che si trovano sul percorso critico. In particolare i progetti vengono pianificati e gestiti in modo tale da assicurare una pronta partenza, con le risorse totalmente disponibili a tutte le attività che si vengono a trovare sul percorso critico.
Durante la pianificazione e il controllo di un progetto occorre rendersi conto di quale sia il cammino critico, poiché da questo dipende il risultato finale. In assenza di pianificazioni assennate si distribuiscono le risorse su varie attività senza tener conto dell'esistenza dei cammini critici. In questi casi si corre il rischio di concludere anticipatamente delle attività, avendovi destinato risorse in modo sovrabbondante, e comunque di non concludere il progetto per tempo, magari perché ci si trova ad attendere il termine di altre attività "critiche", cioè presenti sul cammino critico, tenendo per giunta delle altre risorse ferme (con dispendio ulteriore di costi). Una tecnica utilizzata è quella di redigere un diagramma PERT che evidenzi i cammini critici, e di conseguenza re-distribuire le risorse in modo da rendere le attività il più possibile di durata similare, riducendo così il gap fra cammino critico ed altre attività; in questo modo la catena di attività (task) più lunga viene identificata con il percorso critico ovvero critical chain (da cui il nome dell'approccio).
In ambienti con diversi progetti interconnessi, il livellamento delle risorse dovrebbe essere realizzato ragionando a livello globale. Tuttavia in molti contesti è facile identificare una risorsa che agisce come un jolly sui diversi progetti, creando forti rischi di destabilizzazione in relazione alla sua disponibilità.